# خطماء شوكية
خطماء شوكية (الاسم العلمي:Trombicula spinosa) هي نوع من الحيوانات يتبع جنس الخطماء من فصيلة الخطميات.